# Garhwa (Distrikt)
Garhwa ist ein Distrikt im indischen Bundesstaat Jharkhand. 
Die Fläche beträgt 4093 km². Verwaltungssitz ist die gleichnamige Stadt Garhwa. 

## Geschichte
Bevor der Distrikt 1991 gegründet wurde, war er Teil des Distrikts Palamu. Der Distrikt gehört zum naxalitisch-kommunistisch beeinflussten „Roten Korridor“.

## Bevölkerung

### Übersicht
Die Einwohnerzahl lag bei 1.322.784 (2011). Die Bevölkerungswachstumsrate im Zeitraum von 2001 bis 2011 betrug 27,75 % und lag damit sehr hoch. Garhwa hat ein Geschlechterverhältnis von 935 Frauen pro 1000 Männer und damit einen für Indien häufigen Männerüberschuss. Der Distrikt hatte 2011 eine Alphabetisierungsrate von 60,33 %, eine Steigerung um knapp 21 Prozentpunkte gegenüber dem Jahr 2001. Die Alphabetisierung liegt damit allerdings immer noch weit unter dem nationalen Durchschnitt. Knapp 83,5 % der Bevölkerung sind Hindus, ca. 14,7 % sind Muslime, ca. 1,3 % sind Christen und ca. 0,5 % gaben keine Religionszugehörigkeit an oder praktizierten andere Religionen. 18,1 % der Bevölkerung sind Kinder unter 6 Jahre.

### Bevölkerungsentwicklung
In den ersten Jahrzehnten des 20. Jahrhunderts wuchs die Bevölkerung langsam. Grund hierfür waren Seuchen, Krankheiten und Hungersnöte. Seit der Unabhängigkeit Indiens hat sich die Bevölkerungszunahme beschleunigt. Seit 1961 war in den jeweils zehn Jahren zwischen den einzelnen Volkszählungen ein sehr starkes Wachstum zu verzeichnen. Während die Bevölkerung in der ersten Hälfte des 20. Jahrhunderts um rund 59 % zunahm, betrug das Wachstum zwischen 1961 und 2011 269 %. Die Bevölkerungszunahme zwischen 2001 und 2011 lag bei 27,75 % oder rund 287.000 Menschen. Die Entwicklung verdeutlichen folgende Tabellen:
| Jahr      | 1901    | 1911    | 1921    | 1931    | 1941    | 1951    | 1961    | 1971    | 1981    | 1991    |
| Einwohner | 185.046 | 205.225 | 218.858 | 244.325 | 272.376 | 294.170 | 358.877 | 466.404 | 606.759 | 801.350 |

### Bedeutende Orte
Im Distrikt gibt es mit dem Hauptort Garhwa, Majhion und Sinduria laut der Volkszählung 2011 nur drei Orte, die als Städte (towns und census towns) gelten. Dies widerspiegelt den geringen Anteil an städtischer Bevölkerung im Distrikt. Denn nur 69.670 der 1.322.784 Einwohner oder 5,27 % leben in städtischen Gebieten.

### Volksgruppen
In Indien teilt man die Bevölkerung in die drei Kategorien general population, scheduled castes und scheduled tribes ein. Die scheduled castes (anerkannte Kasten) mit (2011) 319.946 Menschen (24,19 Prozent der Bevölkerung) werden heutzutage Dalit genannt (früher auch abschätzig Unberührbare genannt). Die scheduled tribes sind die anerkannten Stammesgemeinschaften mit (2011) 205.874 Menschen (15,56 Prozent der Bevölkerung), die sich selber als Adivasi bezeichnen. Zu ihnen gehören in Jharkhand 32 Volksgruppen. Mehr als 5000 Angehörige zählen die Kharwar (92.033 Personen oder 6,96 % der Distriktsbevölkerung), Oraon (55.080 Personen oder 4,16 % der Distriktsbevölkerung), Korwa (25.268 Personen oder 1,91 % der Distriktsbevölkerung), Chero (8081 Personen oder 0,61 % der Distriktsbevölkerung), Parhaiya (6489 Personen oder 0,49 % der Distriktsbevölkerung) und Gond (5036 Personen oder 0,38 % der Distriktsbevölkerung).

### Bevölkerung des Distrikts nach Bekenntnissen
Der Distrikt hat eine deutliche hinduistische Mehrheit und eine große muslimische Minderheit. 
Die Hindus sind in allen Blocks des Distrikts eine deutliche Mehrheit mit Anteilen zwischen 72,35 % im Block Bhandaria und 96,32 % im Block Ketar. Einen muslimischen Bevölkerungsanteil von über zwanzig Prozent haben die Blocks Dhurki (21,63 % Muslime) und Garhwa (25,30 % Muslime). Im Block Bhandaria gibt es eine starke christliche Minderheit (11.966 Personen oder 18,11 % Bevölkerungsanteil).  
Die genaue religiöse Zusammensetzung der Bevölkerung zeigt folgende Tabelle:
| Jahr                                   | Buddhisten | Buddhisten | Christen | Christen | Hindus    | Hindus | Jainas | Jainas | Muslime | Muslime | Sikhs | Sikhs | Andere Religionen | Andere Religionen | keine Angaben | keine Angaben | Total     | Total    |
| Jahr                                   | Zahl       | %          | Zahl     | %        | Zahl      | %      | Zahl   | %      | Zahl    | %       | Zahl  | %     | Zahl              | %                 | Zahl          | %             | Zahl      | %        |
| -------------------------------------- | ---------- | ---------- | -------- | -------- | --------- | ------ | ------ | ------ | ------- | ------- | ----- | ----- | ----------------- | ----------------- | ------------- | ------------- | --------- | -------- |
| 2011                                   | 371        | 0,03       | 17.168   | 1,30     | 1.104.475 | 83,50  | 20     | 0,00   | 194.680 | 14,72   | 123   | 0,01  | 4591              | 0,35              | 1356          | 0,10          | 1.322.784 | 100,00 % |
| Quelle: Ergebnis der Volkszählung 2011 |            |            |          |          |           |        |        |        |         |         |       |       |                   |                   |               |               |           |          |

## Bildung
Dank bedeutender Anstrengungen steigt die Alphabetisierung. Sie ist dennoch noch weit weg vom Ziel der kompletten Alphabetisierung. Typisch für indische Verhältnisse sind die starken Unterschiede zwischen Stadt und Land sowie den Geschlechtern. Rund sechs von sieben Männern in den Städten können lesen und schreiben – aber weniger als die Hälfte der Frauen auf dem Land. Seit der Gründung des Bundesstaats Jharkhand hat sich die Einschulungsrate deutlich erhöht. Mittlerweile gehen laut Angaben des Bundesstaats Jharkhand rund 95 % der Kinder im entsprechenden Alter in die Grundschule. Dies hat zu einem deutlichen Anstieg der Alphabetisierung zwischen 2001 und 2011 geführt.
| Alphabetisierung im Distrikt Garhwa                 |                   |                   |                   |                   |
| Einheit                                             | Volkszählung 2001 | Volkszählung 2001 | Volkszählung 2011 | Volkszählung 2011 |
| Einheit                                             | Anzahl            | Anteil            | Anzahl            | Anteil            |
| GESAMT                                              | 317.078           | 39,21 %           | 653.476           | 60,33 %           |
| Männer                                              | 228.151           | 54,36 %           | 405.161           | 72,19 %           |
| Frauen                                              | 88.927            | 22,87 %           | 248.315           | 47,58 %           |
| STADT GESAMT                                        | 25.439            | 72,03 %           | 45.948            | 77,69 %           |
| Stadt-Männer                                        | 15.456            | 80,84 %           | 26.709            | 85,55 %           |
| Stadt-Frauen                                        | 9983              | 61,63 %           | 19.239            | 68,91 %           |
| LAND GESAMT                                         | 291.639           | 37,72 %           | 607.528           | 59,33 %           |
| Land-Männer                                         | 212.695           | 53,10 %           | 378.452           | 71,40 %           |
| Land-Frauen                                         | 78.944            | 21,18 %           | 229.076           | 46,38 %           |
| Quelle: Ergebnisse der Volkszählungen 2001 und 2011 |                   |                   |                   |                   |